# Nicholas Hilliard

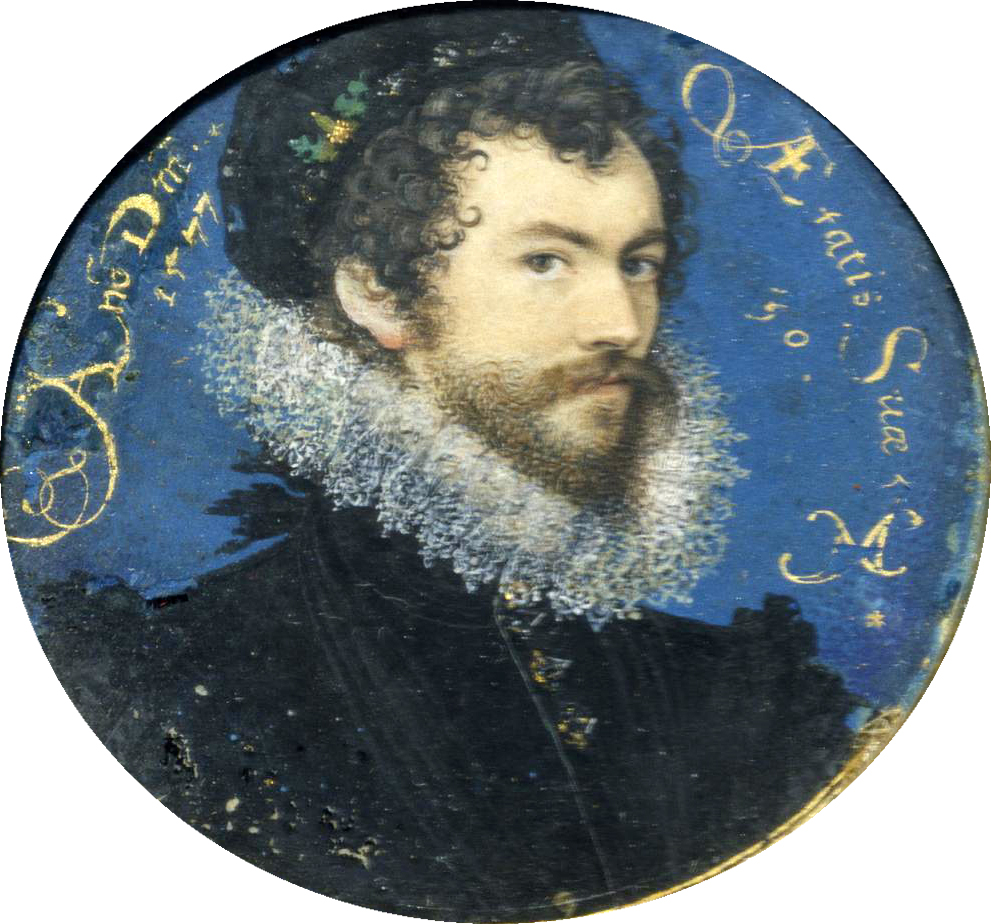
Zelfportret, 1577

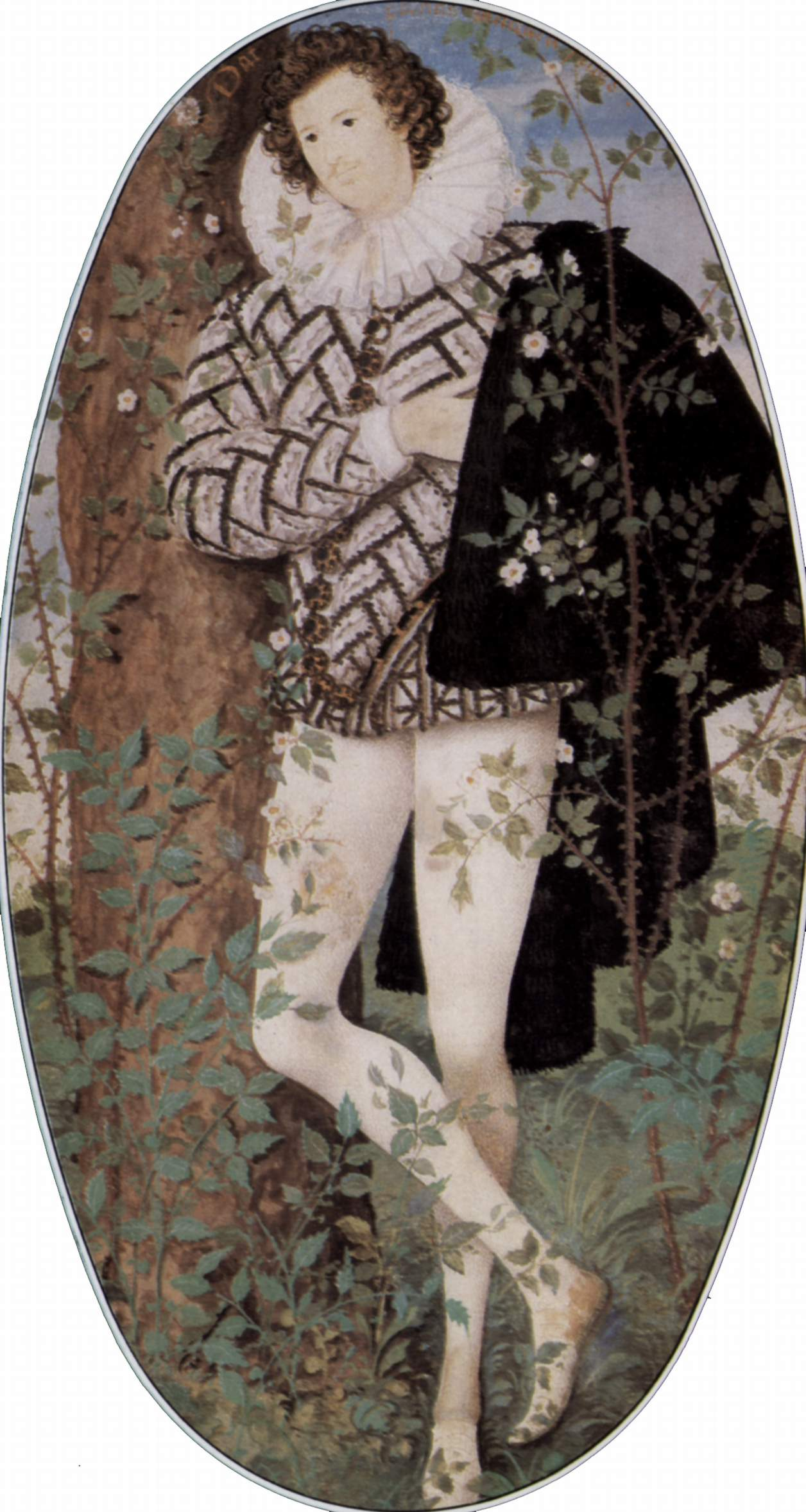
Jongeling leunend tegen een boom, ca. 1588

Nicholas Hilliard (Exeter, circa 1547 - Londen, circa 3 januari 1619) was een Engels schilder van miniaturen en goudsmid.
Rond 1570 werd hij benoemd tot hof-miniaturist en goudsmid aan het hof van Elizabeth I. Hij werkte ook voor Jacobus I en ontwierp het Great Seal of Engeland in 1586.
Zijn werk werd beïnvloed door de Franse hofschilders (hij verbleef enige jaren in Frankrijk) en door Hans Holbein de Jonge, die zich in 1532 in Engeland had gevestigd. Hoewel hij ook enkele grotere werken produceerde, werkte hij voornamelijk als miniaturist. Zijn werken zijn technisch perfect uitgevoerd en verschaffen een goed beeld van de personen aan en rond het hof. Vanaf omstreeks 1580 schilderde hij zijn miniaturen in een opvallende ovale vorm en worden de figuren ook ten voeten uit weergegeven.
Een verzameling van zijn miniaturen bevindt zich in het Victoria and Albert Museum en in de National Portrait Gallery, beide in Londen.
Nicolas Hilliard schreef ook een belangwekkende verhandeling over de miniatuur-portretkunst, bekend onder de titel The Art of Limning (ca. 1600, Bodleian Library).
Hij stierf waarschijnlijk op 3 januari 1619, en werd op 7 januari daaropvolgend begraven.